# 胡文东
胡文东是一位美国华人科学家、电子工程师。

## 生平
胡文东出生于中华人民共和国广东省广州市，中学毕业于广东广雅中学，后取得大连理工大学电子工程系学士学位及美国加州大学洛杉矶分校（UCLA）电子工程系硕士、博士学位。
2009年于美国旧金山当选电气电子工程师学会（IEEE）局域网城域网标准委员会（LAN/MAN Standard Committee）执行委员会成员及IEEE 802.22（基于认知无线电的无线区域网）工作组主席(Working Group Chair)。
胡文东亦为首位获任 IEEE 802 执行委员会成员及工作组主席的华人,并拥有多项美国授权专利。